# Mellanfjärden
Mellanfjärden kan även syfta på en fjärd i Hjälmaren.
Mellanfjärden är en småort i Jättendals socken, Nordanstigs kommun.
Orten har en fiskehamn vid fjärden med samma namn (Mellanfjärden) av Bottenhavet.
Strax sydost i fjärden ligger Notholmens naturreservat